# 長甲地產
長甲地產控股有限公司（港交所：00957）是長甲集團旗下從事房地產開發公司，主要業務是發展住宅及商業物業，項目主要分佈於上海及周邊城市。
長甲地產於2010年於香港進行公開招股，招股價介乎3.2至4.8港元，最多集資48億元，股份於11月11日上市。公司引入長江實業、周大福及對沖基金石庫門為基礎投資者。長甲地產其後因招股反應不理想，中止上市計劃。

## 外部連結
- 長甲地產公司官方網站 （页面存档备份，存于）
- 長甲地產招股章程 （页面存档备份，存于）